# Эккинг, Андре
Андре Эккинг (фр. André Hekking; 20 июля 1866, Бордо — 14 декабря 1925, Париж) — французский виолончелист.
Принадлежал к известной музыкальной семье: был сыном пианиста Робера Жерара Эккинга (1810—1875) и братом виолончелиста Антона Эккинга, племянником виолончелиста Шарля Эккинга, у которого в значительной степени учился, и двоюродным братом Жерара Эккинга; дочь Эккинга Жанна стала матерью выдающегося реставратора музыкальных инструментов Этьенна Ватло.
Гастролировал в разных странах. Среди любопытных событий в исполнительской карьере Эккинга — участие в концерте из произведений Антона Рубинштейна в нью-йоркском Карнеги-холле, в поддержку учреждённого Рубинштейном Фонда развития музыкального образования (1896), и премьера Квартета для четырёх виолончелей Эмануэля Моора вместе с Пабло Казальсом, Дираном Алексаняном и Жозефом Сальмоном (1909). Выступал также в составе фортепианного трио с Жаком и Жозефом Тибо, затем с Альфредом Корто и Антонио Фернандесом Бордасом.
С 1909 года жил и работал, в основном, в Париже, преподавал частным образом, с 1918 года — профессор Парижской консерватории; среди его учеников был Пьер Фурнье. Эккингу были посвящены виолончельная соната Габриэля Пьерне (впервые исполнена Эккингом и автором в 1923 году) и «Молитва» для виолончели и фортепиано Камиля Сен-Санса.